# Nzanga Mobutu
Nzanga Mobutu, född den 24 mars 1970 i Kinshasa, är äldste son till Kongo-Kinshasas tidigare ledare Mobutu Sese Seko. Han är ordförande för Mobutistiska demokratiska unionen (UDEMO), ett politiskt parti som han grundade 2007 som efterföljare till sin fars Popular Movement of the Revolution (MPR). Han tjänstgjorde i Demokratiska republiken Kongos regering från 2007 till 2011 och innehade flera ministerposter, inklusive statsminister för jordbruk och vice premiärminister med ansvar för grundläggande sociala behov samt arbetsmarknad och social trygghet.
Nzanga ställde upp som presidentkandidat i valet 2006 och fick fjärde högsta röstetalet, med cirka 4,8 % av rösterna. Efter att ha blivit utröstad i första valomgången valde han att backa upp den blivande presidenten Joseph Kabilas kandidatur.

## Bakgrund
Nzanga Mobutu är son till Mobutu Sese Seko och hans andra hustru, Bobi Ladawa. Han växte upp i Belgien och studerade kommunikation och internationella relationer i Kanada och Frankrike, bland annat vid American University of Paris. På 1990-talet återvände han till Zaire och arbetade som talesperson och kommunikationsrådgivare åt sin far samt som ordförande för Soza Bank, en zairisk bank.
I maj 1997, efter att rebellen Laurent-Désiré Kabila störtat Mobutu Sese Sekos regim och tagit makten i Kinshasa, flydde Nzanga tillsammans med sin familj till exil i Marocko.
Nzanga är gift med Catherine Bemba, dotter till affärsmannen Jeannot Bemba Saolona. Paret har tre barn: Nyiwa, Bobi och Sese.

## Politiska uppdrag

### UDEMO
Tillsammans med sin bror Giala grundade Nzanga Mobutistiska demokratiska unionen (UDEMO) 2003 som en NGO. År 2006 omvandlade han organisationen till ett politiskt parti i samband med sin kandidatur i presidentvalet. Partiet har starkast stöd i provinsen Équateur, särskilt i hemstaden Gbadolite, där Mobutu-familjen har djupa rötter.

### Regeringsposter
Nzanga tjänstgjorde som statsminister för jordbruk mellan 2007 och 2008 i Antoine Gizengas regering. Därefter utsågs han till vice premiärminister för grundläggande sociala behov i Adolphe Muzitos regering 2008–2010. Mellan 2010 och 2011 var han vice premiärminister för arbetsmarknad, sysselsättning och social trygghet.
År 2011 avskedades Nzanga av Joseph Kabila för vad regeringen kallade "tjänsteövergivande" efter att han varit frånvarande i flera månader utan förklaring. Enligt rapporter berodde hans långa frånvaro på hans oenighet med president Kabilas allt närmare band till Kagame-regimen i Rwanda, som ansågs vara ansvarig för våldet och konflikten i östra Kongo.

## Senare år
Efter sin tid i regeringen flyttade Nzanga mellan Marocko och Europa och ägnade sig åt affärsverksamhet och humanitära projekt, bland annat genom "Mobutu Foundation", en organisation som han och hans mor grundade 1998 för att stödja unga afrikanska entreprenörer.
År 2018 stödde Nzanga oppositionskandidaten Martin Fayulu i presidentvalet. År 2023 återvände han till Kongo och gav sitt stöd till den sittande presidenten Félix Tshisekedi i valet i december samma år.